# Железница (приток Оки)
Железница — река в Нижегородской области России, правый приток Оки. Длина реки составляет 57 км, площадь водосборного бассейна — 601 км².
Река протекает через посёлки Покровка, Новодмитриевка, рабочий посёлок Виля, город Выксу, пгт Ближне-Песочное и рабочий посёлок Досчатое.

## Данные водного реестра
По данным государственного водного реестра России относится к Окскому бассейновому округу, водохозяйственный участок реки — Ока от впадения реки Мокша до впадения реки Тёша, речной подбассейн реки — бассейны притоков Оки от Мокши до впадения в Волгу. Речной бассейн реки — Ока.
Код объекта в государственном водном реестре — 09010300112110000030268.

### Притоки (км от устья)
- 30 км: река Виля (лв)
- 33 км: река Паршевка (лв)